# Cardamine silana
La dentaria della Sila (Cardamine silana Marhold & Perný, 2005) è una pianta erbacea della famiglia delle Brassicacee, endemica della Calabria.